# Verpolungsschutz
Ein Verpolungsschutz oder Verpolschutz verhindert bei der Gleichspannungsversorgung (Vertauschen von Minus- und Pluspol)  die falsche Polarität (Verpolung) und kann dadurch mögliche Schäden minimieren.
Die Vertauschung der Anschlüsse durch Verdrehung eines Schukosteckers bei Wechselspannung (Vertauschung von Außenleiter und Neutralleiter) ist bei einer richtig installierten und geprüften Schukosteckdose gefahrlos möglich.

## Mechanischer Verpolschutz
Durch mechanische Vorrichtungen wird sichergestellt, dass elektrische Anschlüsse nicht in falscher Polarität (Vertauschen von Plus und Minus bei Gleichstromanwendungen) hergestellt werden können. Das wird durch Stecker erreicht, die nur in einer Lage zur Buchse eingesteckt werden können und so das Verpolen der Anschlüsse verhindern. Beispiele sind koaxiale Stecker von Steckernetzteilen oder auch Steckverbinder, bei denen Nasen oder die Anordnung der Steckerstifte nur eine Steckvariante zulassen, wie der Stecker-Typ E oder Stecker des Schweizer Systems SEV 1011.
Mechanischer Verpolschutz wird auch bei Wechselspannungsanwendungen verwendet, wenn es auf die Zuordnung der Stromwege ankommt (z. B. Mikrofone, Drehstrommotoren).

## Elektrischer Verpolschutz

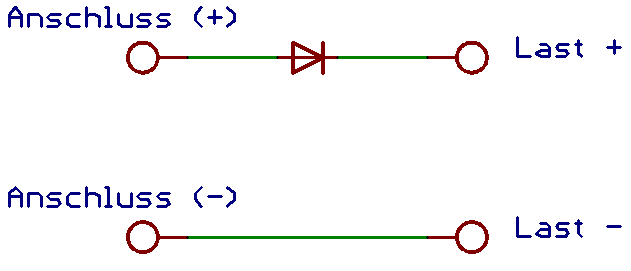
1.

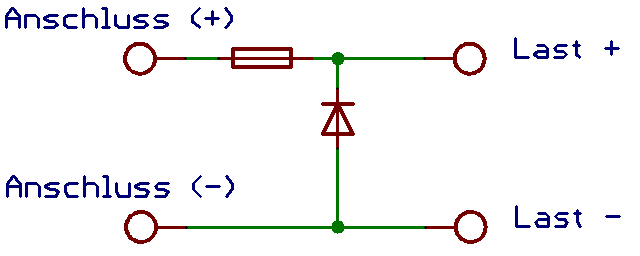
2.

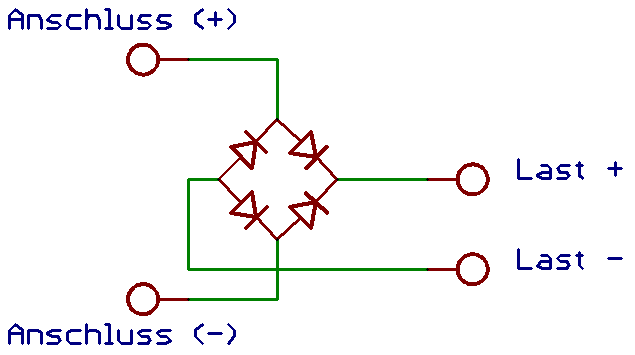
3.

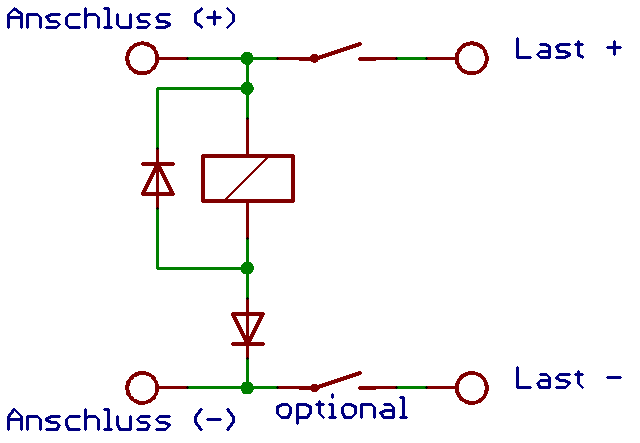
4.

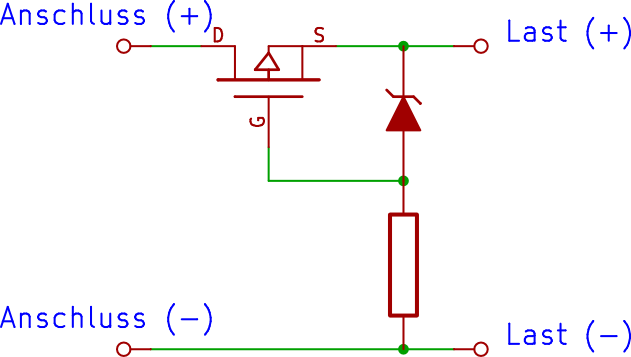
5.

Beim elektrischen Verpolungsschutz bei Gleichspannung wird durch geeignete Schaltungen und Bauteile (z. B. Verpolschutz-Dioden) sichergestellt, dass beim Anlegen der elektrischen Spannung in falscher Polarität (z. B. beim Nichtvorhandensein oder Versagen eines mechanischen Verpolschutzes) in dem angeschlossenen Gerät kein Schaden entsteht.

### Schaltungsvarianten
1. Diode in Reihe mit der Versorgungsspannung. Bei Verpolung erhält das Gerät keinen Strom
Vorteil: bei Verpolung fließt kein Strom
Nachteil: Verlustleistung und Spannungsabfall an der Diode
2. Diode antiparallel zur Versorgungsspannung; bei Verpolung wird die Spannungsquelle über die Diode kurzgeschlossen, daher ist eine Sicherung oder Kurzschlussfestigkeit nötig
Vorteil: bei korrekter Polung kein Einfluss
Nachteil: Kurzschluss der Spannungsquelle, ggf. Sicherungswechsel nach Verpolung
3. vorgeschalteter Brückengleichrichter
Vorteil: immer richtige Polarität
Nachteil: Spannungsabfall und Verlustleistung
4. Ein Relais schaltet mit Hilfe einer Diode die Versorgungsspannung zum Verbraucher durch
Vorteil: kaum Spannungsabfall an den Kontakten
Nachteile: aufwendig, zusätzliche Verlustleistung in der Relaisspule
5. Ein P-Kanal-MOSFET erlaubt Stromfluss über Drain nach Source wie eine Diode (Bodydiode). Mit der Zener-Diode und einem Widerstand wird nur bei richtiger Polarität Gatespannung bereitgestellt, um den MOSFET leitfähig zusteuern, sodass die Bodydiode zusätzlich überbrückt wird. Der Widerstand kann einen hohen Wert haben und trägt kaum zu Verlusten bei.
Vorteil: bei Verpolung fließt kein Strom, bei geeigneter Dimensionierung kaum Spannungsabfall
Nachteil: mehrere Bauelemente nötig; je nach Strom und Spannung zu dimensionierender, daher evtl. teurer MOSFET; ESD-Gefährdung